# آنتساترامیدولادولا
آنتساترامیدولادولا (به لاتین: Antsatramidoladola) یک منطقهٔ مسکونی در ماداگاسکار است که در ماندریتسارا واقع شده‌است. آنتساترامیدولادولا ۹٬۰۰۰ نفر جمعیت دارد و ۴۱۲ متر بالاتر از سطح دریا واقع شده‌است.